# Auenstein (Szwajcaria)
Auenstein (hist. Gauenstein) – gmina (niem. Einwohnergemeinde) w północnej Szwajcarii, w kantonie Argowia, w okręgu Brugg. 31 grudnia 2014 liczyła 1556 mieszkańców.